# Góliát (regény)
A Góliát Scott Westerfeld Leviatán-trilógiájának 3. könyve, amely 2011-ben jelent meg az Egyesült Államokban, és 2014-ben hazánkban. A könyv közvetlenül követi az előzményeket, a Behemótot és a Leviatánt. Elődeihez hasonlóan egy alternatív történelembe kalauzolja az olvasót, amelyben a világ irányította gépekkel és genetikailag módosított állatokkal van teli, és ahol az I. világháború egészen másképp alakult.
A könyvet hazánkban a trilógia előző részeivel ellentétben az Ad Astra kiadó helyett a Ciceró Könyvstúdió jelentette meg, a fordítást és a borítót viszont ugyanazok a személyek jegyzik, így a könyv illik az előző kettőhöz.

## Cselekmény
|  | Alább a cselekmény részletei következnek! |

Főhőseink, Deryn és Sándor a Leviatánon haladnak kelet felé, amikor a hajó utasítást kap, hogy vegye Szibéria felé az irányt, ahonnan a feltaláló Nikola Teslával a fedélzeten haladjanak tovább. Útközben, az orosz cár parancsára a hajó rakománnyal is bővül, egy mechanikus szerkezet elemeivel, amikről Sándor kideríti, hogy egy fémdetektor részei.
A Leviatán Szibériában egy léghajó roncsainak közelében talál Teslára és az embereire, és a feltaláló követeli, hogy teljes felszerelését magával vihesse a Leviatánra. Hamar kiderül, hogy a gép neve Góliát, és Tesla állítása szerint, bárhol a világon pusztítást okozhat vele. Később Deryn és Sándor bekapcsolja a fémdetektort, ami Tesla szobájában is jelez. Deryn egy furcsa követ talál a feltalálónál, amit Dr. Barlow elküldet kivizsgálásra.
Eközben Sándor rájön, hogy Deryn valójában egy lány, és úgy érzi elárulták, hiszen ő minden titkát megosztotta Derynnel. Amikor számon kéri Derynt az is kiderül, hogy a lány szerelmes belé, Sándor viszont nem tud mit kezdeni a kialakult helyzettel, ezért kerülni kezdi őt, ám mire a léghajó Tsingtao-ba ér a két barát kibékül, és együtt fedezik fel a várost. A Leviatán ezután New York felé veszi az irányt, az úton azonban viharba keveredik, Deryn és Sándor a hajótesten ragadnak, Sándor pedig beveri a fejét. Derynt az adrenalin felbátorítja, és megcsókolja a fiút, aki azonban később nem emlékszik erre, a lány pedig úgy dönt, nem mondja el neki, mi is történt.
Kaliforniában a hajót Mr. Hearts, a helyi filmipar egyik vezető személyisége fogadja, aki mindenképp szeretné felvenni a Leviatán New Yorkba érkezését. Deryn kapja a feladatot, hogy körbevezesse a stábot a hajón, és kiderül, hogy Eddie Malone, egy riporter, akivel Deryn és Sándor már korábban is találkozott, elvegyült a stáb között. Később Dr. Barlow elmondja Derynnek és Sándornak, hogy Hearts német bevándorló és a filmje valószínűleg darwinisták elleni propagandaként fog szolgálni. Mr. Hearts a Leviatánon tartott vacsorára több emberét is meghívja és Derynék rájönnek, hogy egyikük filmtekercseket és cukrot rejtett el a fedélzeten.
A Leviatánt másnap mexikói hajók veszik körül, és a hajtómű is meghibásodik – mint kiderül, a cukor arra kellett, hogy az üzemanyag állagát átalakítsa és problémákat okozzon a hajtóműben. A mexikóiak túlságosan is segítőkésznek mutatkoznak, ezért Deryn megpróbálja felderíteni a szállásukat, ahol fegyvernek tűnő tárgyakat lát, ám amikor közelebb merészkedik, kiderül, hogy csak sétáló gépekre szerelt kamerákról van szó. Landoláskor Deryn megsérül, és De Villa tábornok, a mexikóiak vezetője felajánlja neki és a Leviatánnak segítségét. De Villa orvosai ellátják Derynt, de rájönnek, hogy lány, és kiderül, hogy a beszélgetést Eddie Malone is hallotta. Deryn mélyen elkeseredik, és elmondja az igazat Dr. Barlow-nak, aki felveti, hogy Deryn dolgozhatna a személyi titkáraként.
A Leviatán New Yorkba érkezik, ahol újra Sándor életére törnek, ám a fiú nem csak, hogy túléli a merényletet, de Eddie Malone életét is megmenti. Egyezséget ajánl az újságírónak: elárulja neki, hogy a Pápa levelének köszönhetően ő az osztrák trón örököse, cserébe Malone titokban tartja Deryn nemét. Deryn rendkívül hálás, de ugyanakkor szomorú is, hiszen így továbbra is a Leviatán legénységéhez tartozik és elválnak útjaik Sándorral. Búcsú közben találkoznak Lilittel és Kizlar agával, török barátaikkal, akik nagykövetként vannak az Egyesült Államokban, és Lilit elmondja nekik, hogy a merénylet valójában Tesla ellen szól, mert a németek rettegnek a Góliáttól, és beszámol nekik egy tervről, amelyben a németek egy kétéltű gépezettel megpróbálják majd használat előtt elpusztítani a Góliátot.
Aznap este a Leviatán legénysége valóban mozgást érzékel, és kiderül, hogy a német szerkezet megérkezett, a léghajó azonban nem támad: Dr. Barlow elárulja Derynnek, hogy a parancs szerint meg kell várni, hogy amerikai felségterületre érkezzen; a lány hamar rájön, az a cél, hogy az USA a darwinisták oldalán lépjen a háborúba, és üzenetet küld Sándornak, hogy figyelmeztesse. A Long Island-en vacsorázó Sándor megkapja az üzenetet, de Tesla magabiztosan állítja, hogy a Góliát megfékezi a német támadókat, ez azonban azt jelentené, hogy a Góliát működésbe lép és megsemmisíti a célpontként kijelölt Berlint – arról nem beszélve, hogy a közelben állomásozó Leviatán is komoly veszélybe kerülne. Sándor emiatt megtámadja Teslát, hogy megállítsa, és leüti az elektromos sétapálcájával. A Góliát azonban már beindult, és hatására a német gépek és a Leviatán hajtóműve is leáll, ám az utolsó pillanatban egy német kétéltű gép rátámad a Góliátra, ami így teljes tűzerejét a gépre összpontosítja, és mindkét szerkezet elpusztul a robbanásban.
Néhány nappal később Sándort a barkácsok hősként ünneplik, amiért megállította Teslát, és a háború új fordulatot vett, hiszen mindenki úgy gondolja Tesla gépe működött volna. Deryn viszont elmondja Sándornak, hogy megérkeztek a furcsa kő vizsgálatának eredményei és kiderült, hogy egy meteorit darab – Tesla csupán magáénak tulajdonította egy meteorit pusztítását, a Góliát működésképtelen volt. Sándor úgy dönt, hogy lemond az örökségéről, a tengerbe hajítja a pápa levelét, és amikor megemlíti, hogy állásra lesz szüksége, Deryn biztosra veszi, hogy a fiúnak is lesz helye Dr. Barlow mellett. A két fiatal közösen néz a jövő elébe, és a történet a Sándor által idézett, híres mottóval zárul: „Háborúzzanak mások, te csak házasodj, boldog Ausztria.”

### Bónusz fejezet
A Góliát megjelenése után nem sokkal az író közzétett honlapján egy extra fejezetet, illetve egy hozzá kapcsolódó illusztrációt, amelyek egy pillanatképet mutatnak Deryn és Sándor kalandjaiból Dr Barlow szolgálatában.
|  | Itt a vége a cselekmény részletezésének! |

## Magyarul
- Góliát; ford. Kleinheincz Csilla; Ciceró, Bp., 2014